# Pietro Inzani
Pietro Inzani, detto Aquila Nera (Monastero di Morfasso, 3 dicembre 1914 – Ferriere, 7 gennaio 1945), è stato un militare e partigiano italiano, capitano degli alpini nella divisione Julia.

## Biografia
Partecipa alla seconda guerra mondiale nei Balcani come tenente medico, dopo l'8 settembre 1943 partecipa attivamente alla Resistenza, organizza una banda partigiana in Val d'Arda.
Collabora all'organizzazione e al comando della 38ª Brigata Garibaldi sotto la guida di Wladimiro Bersani. Emilio Canzi lo chiama all'interno del Comando Unico Militare, come Capo di Stato Maggiore.
Ai primi di gennaio del 1945 come comandante del settore Val Nure in uno scontro a fuoco con le formazioni nazifasciste viene prima ferito e quindi catturato dopo essere stato sottoposto a tortura viene fucilato. Il suo posto al posto di comando verrà preso da Pio Godoli "Renato".

## Onorificenze

### Riconoscimenti
Dopo la sua morte la divisione prenderà il nome "Divisione Pietro Inzani", mentre il Comune di Ferriere gli ha dedicato la scuola secondaria di primo grado, e un cippo sul luogo della fucilazione. 
Il suo nome compare inoltre nel monumento-edicola che, a Rocchetta di Morfasso, ricorda i partigiani e civili uccisi sul posto  ma anche i partigiani morfassini caduti, come Inzani, in altre date e località nella lotta di Liberazione.
Nel 1955, l'istituto dove si era diplomato, il “Romagnosi” di Piacenza, gli aveva intitolato un'aula. Sempre nel Comune capoluogo gli è stata intitolata una strada, nella zona sud-est della città.